# Templo Mortuário de Ramessés III
O Templo Mortuário de Ramessés III, do sítio de Medinet Habu, é uma estrutura importante do período do Novo Reino na Necrópole de Tebas em Luxor, no Egito. Além de seu tamanho e importância arquitetônica e artística, o templo é conhecido como pelos relevos que circundam o advento e por protagonizar a derrota dos povos do mar durante o reinado de Ramessés III.

## Escavação

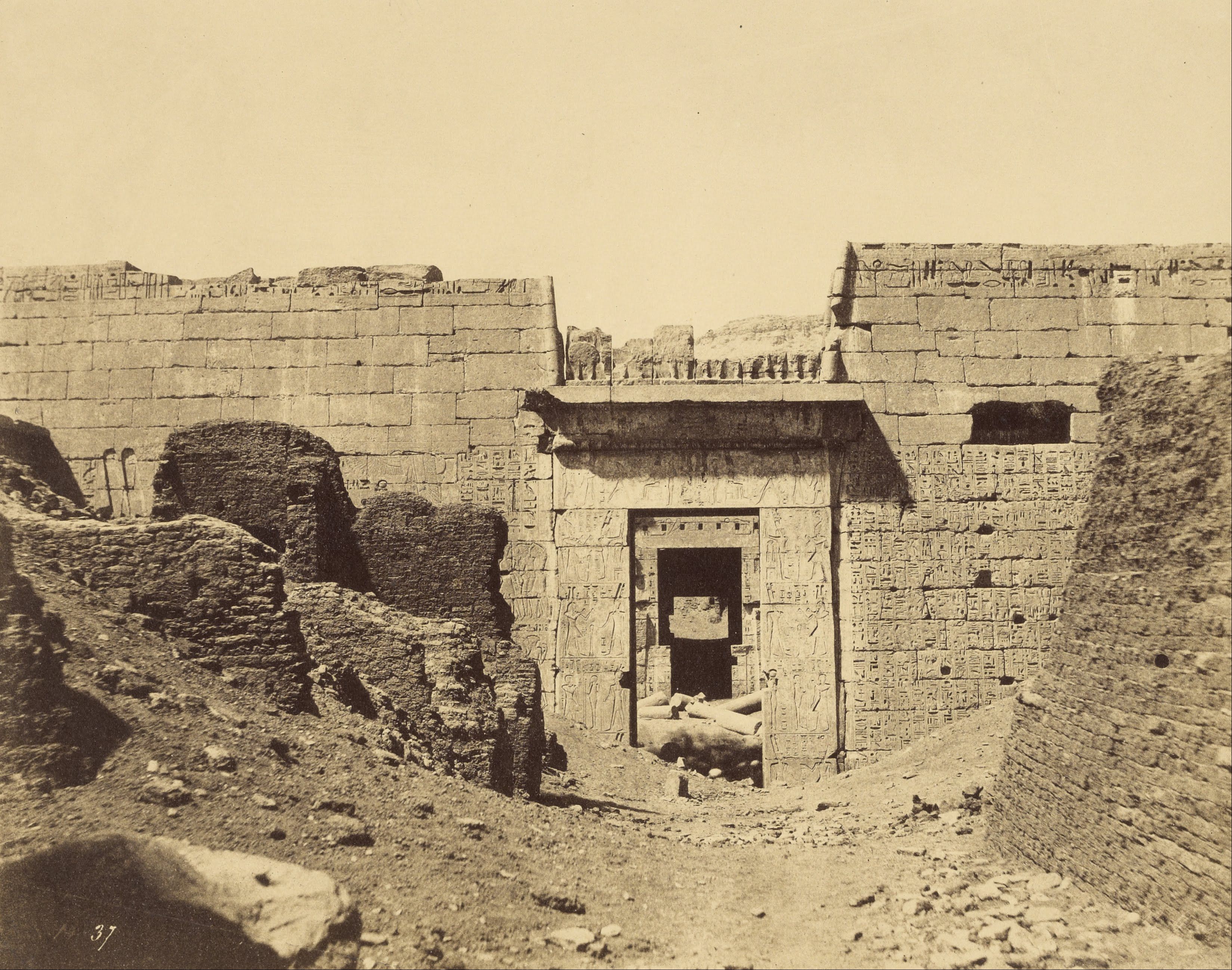
Uma das primeiras fotos do templo por John Beasley Greene, mostrando o Segundo Pilone

Quanto à maior parte do Antigo Egito, o primeiro europeu a descrever o templo na literatura moderna foi Vivant Denon, que visitou o templo em 1799-1801. Champollion descreveu o templo em detalhe em 1829.
A escavação inicial do templo ocorreu esporadicamente entre 1859 e 1899, sob os auspícios do Departamento de Antiguidades. Durante estas décadas o templo principal foi cancelado e um grande número de edifícios coptos do período, incluindo uma igreja copta substancial no segundo corte, foram destruídos sem registros.
A posterior escavação, registro e conservação do templo foi facilitada em parte principal pelas pesquisas arquitetônicas e epigráficas do Instituto Oriental da Universidade de Chicago, quase continuamente desde 1924.

## Descrição
O templo, de cerca de 150 metros de comprimento, é de design ortodoxo e assemelha-se de perto ao templo mortuário próximo de Ramessés II (Ramesseum). O recinto do templo mede aproximadamente 210 m por 300 m  e contém mais de 7.000 m² de relevos de parede decorados.

## Galeria

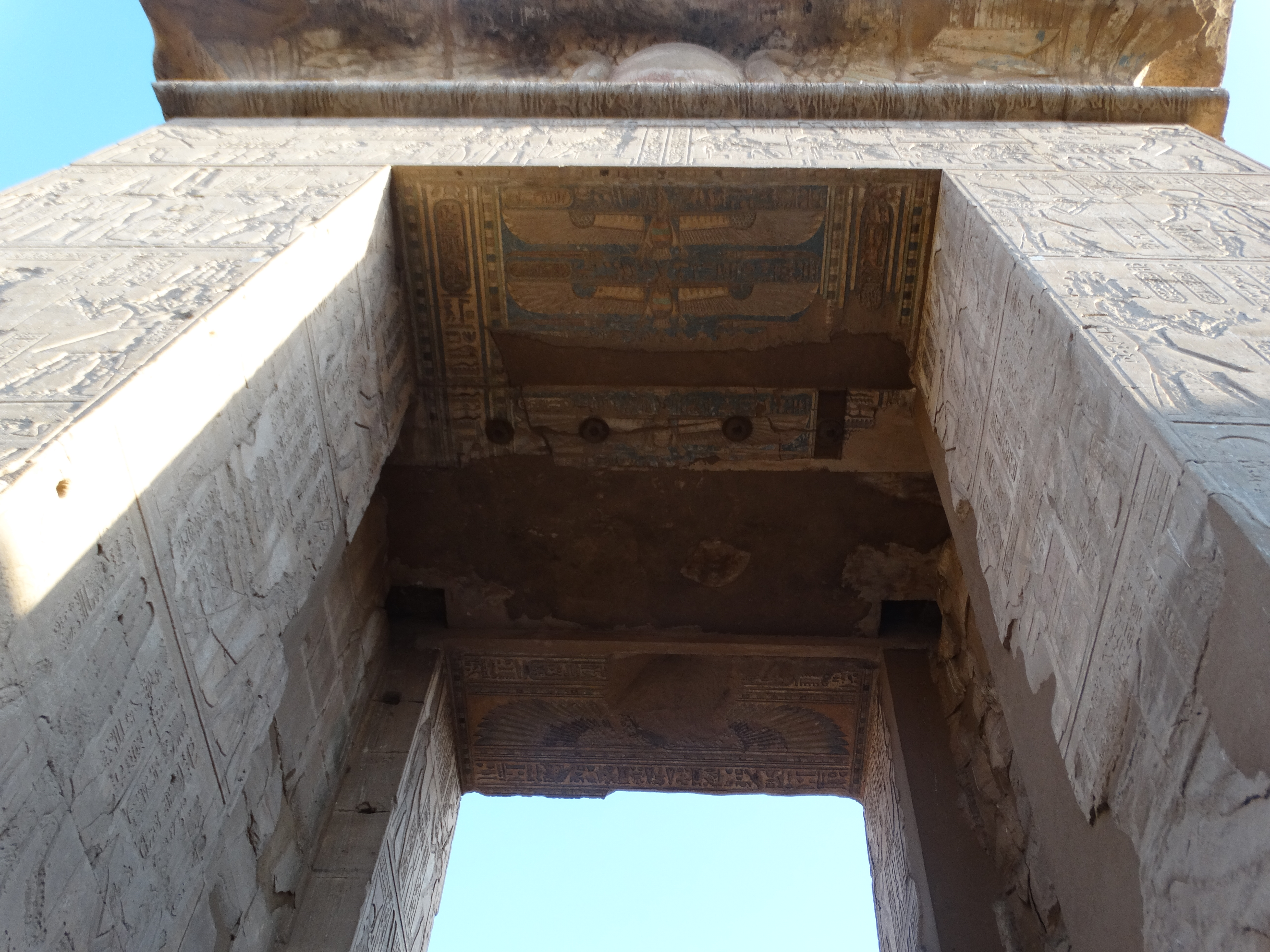
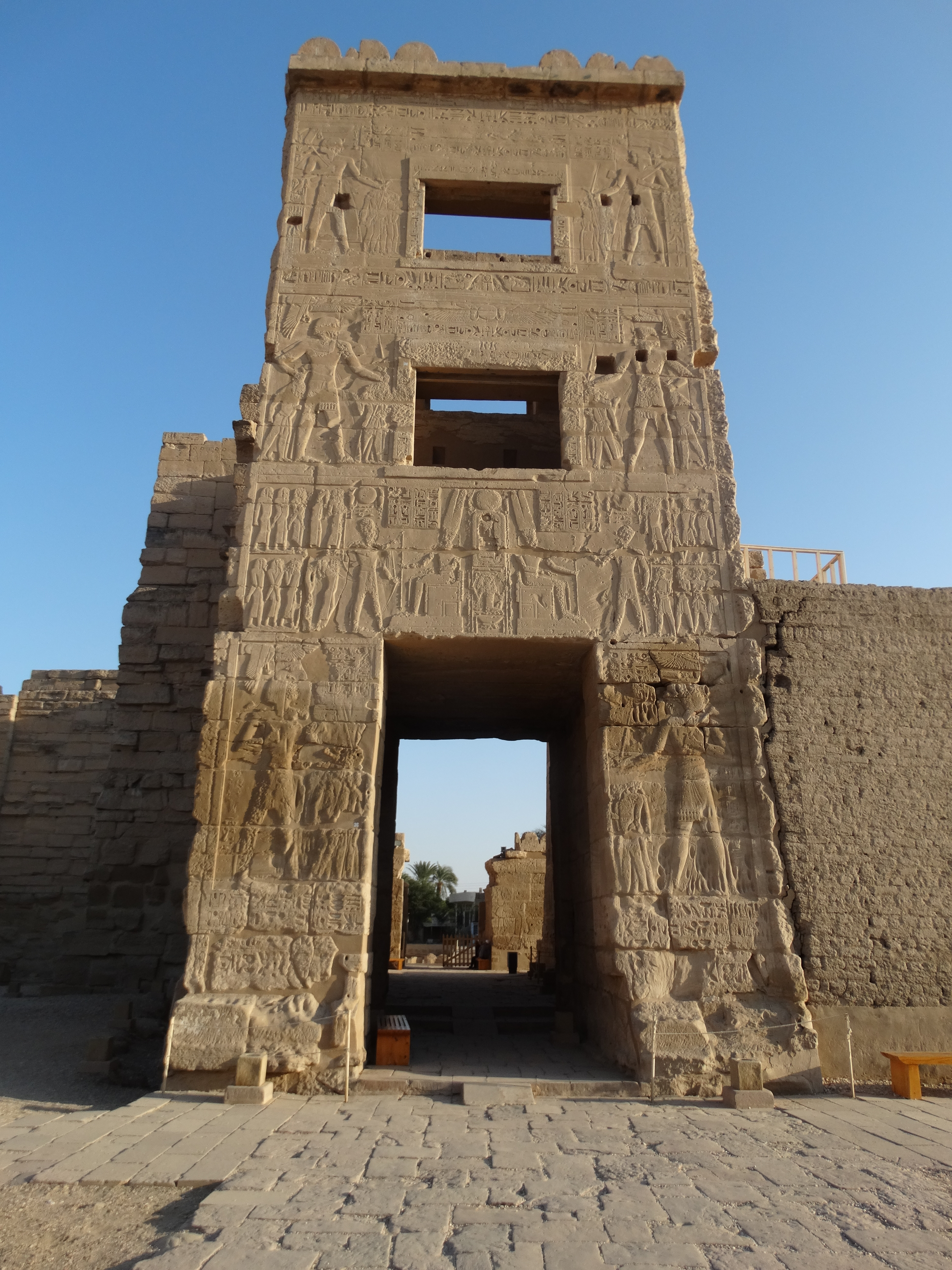
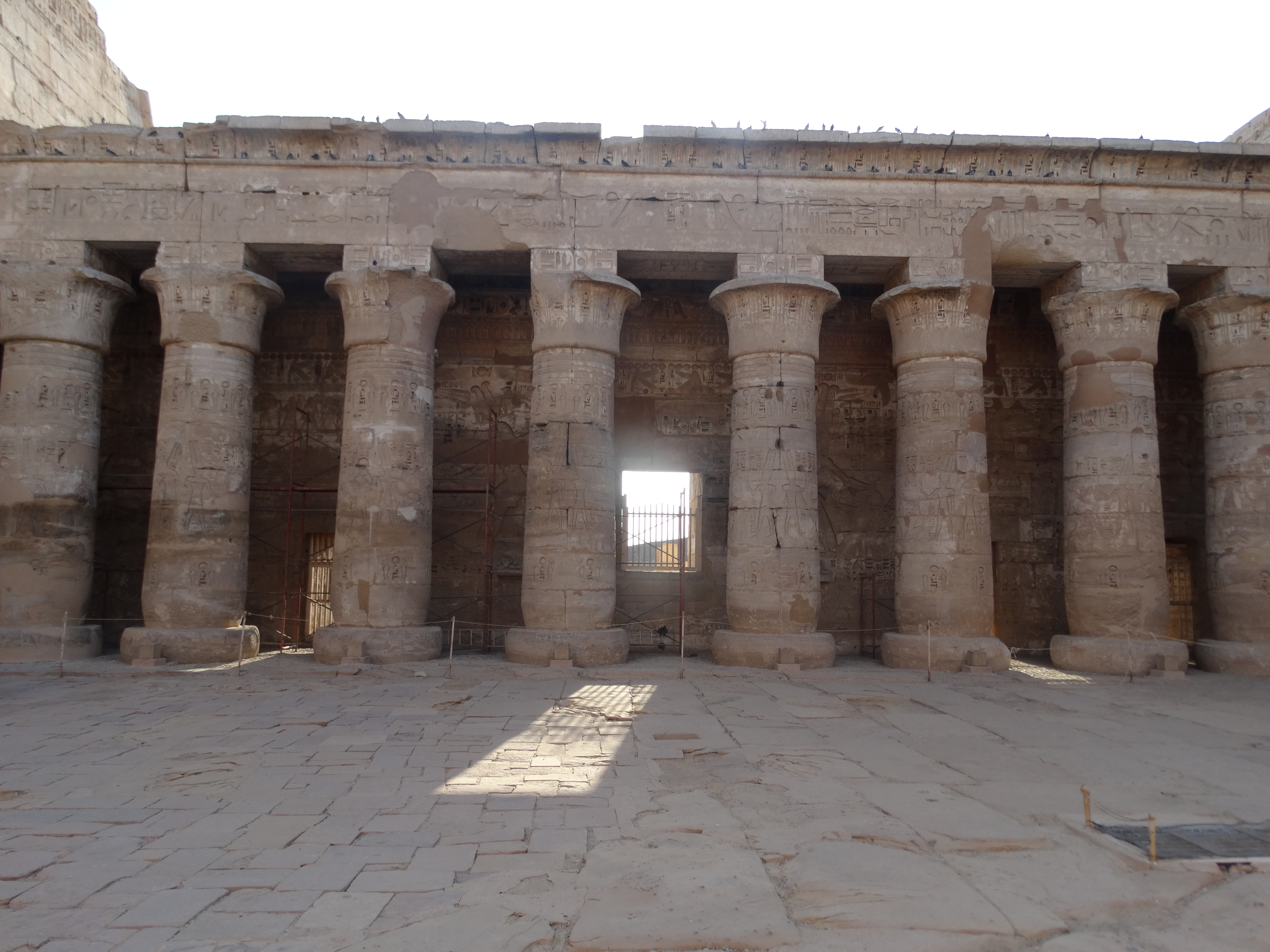
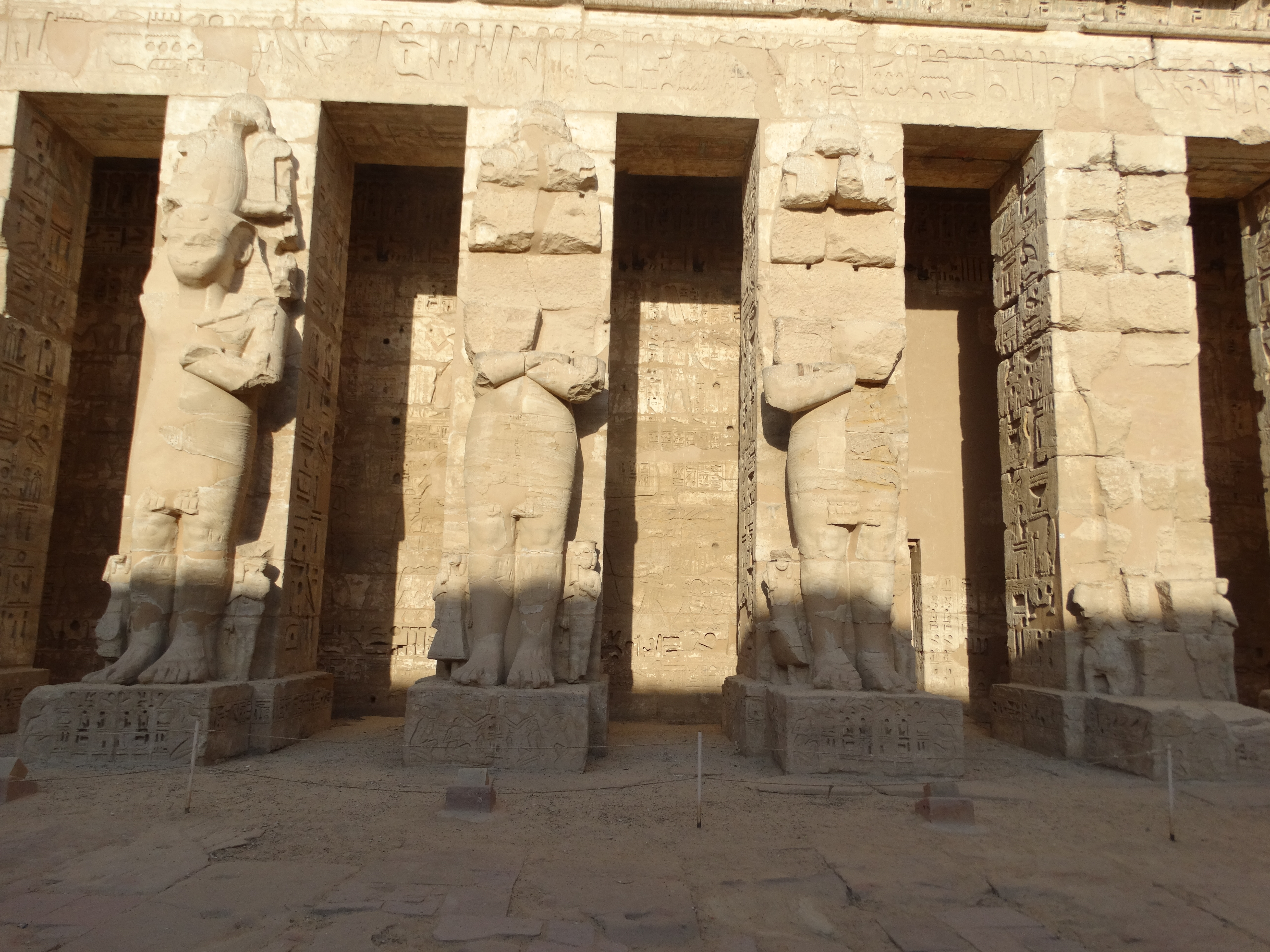
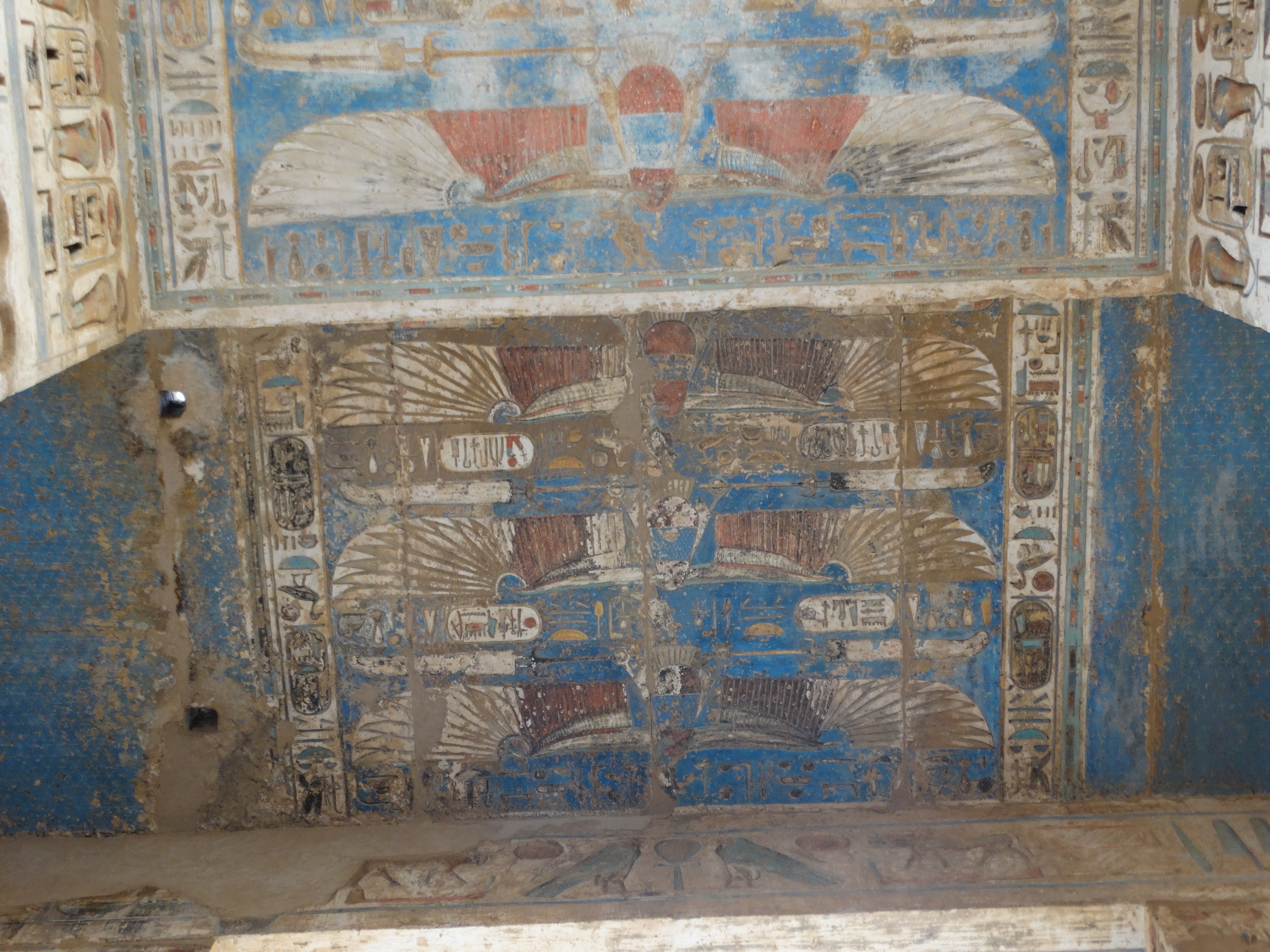
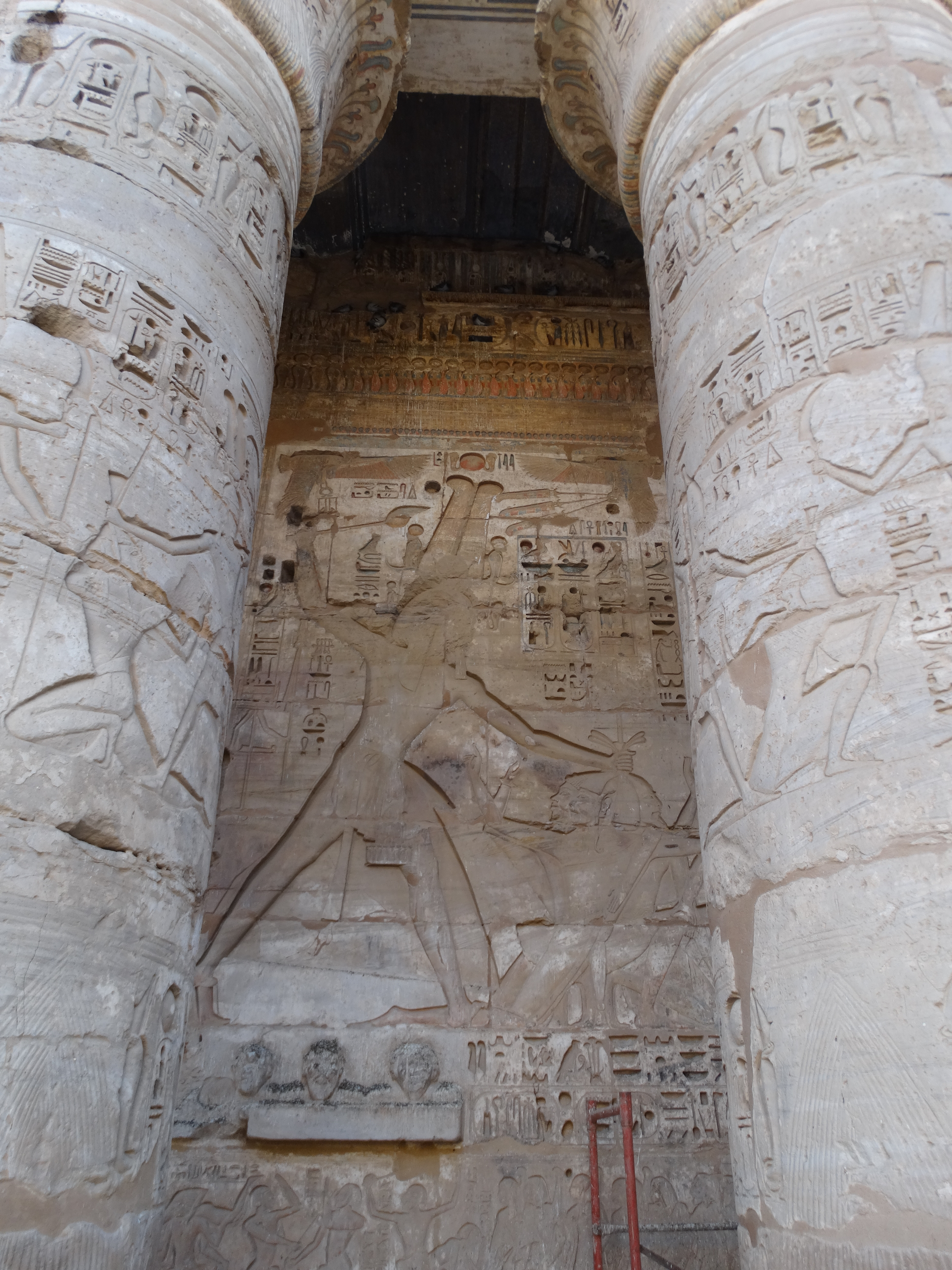
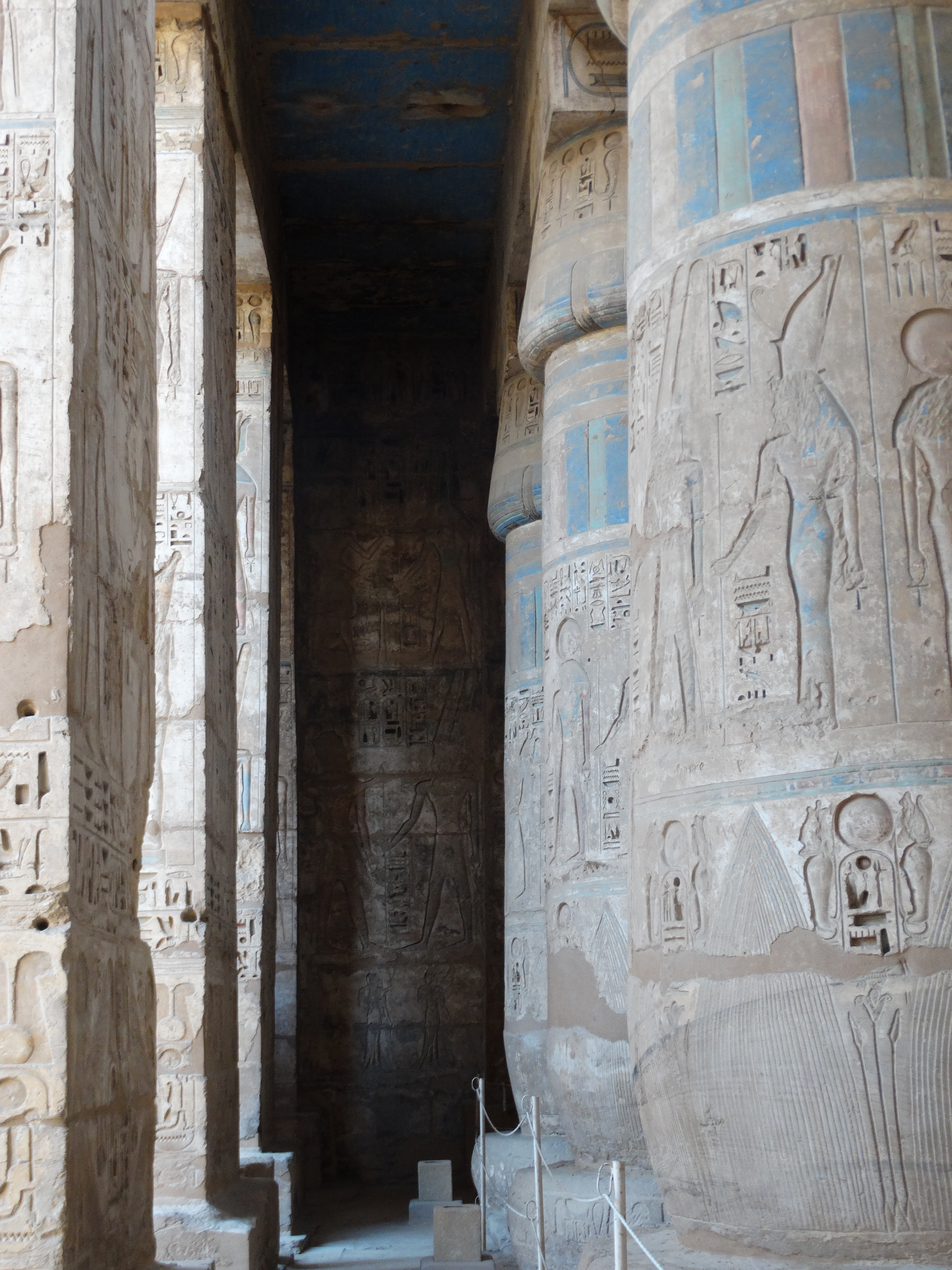
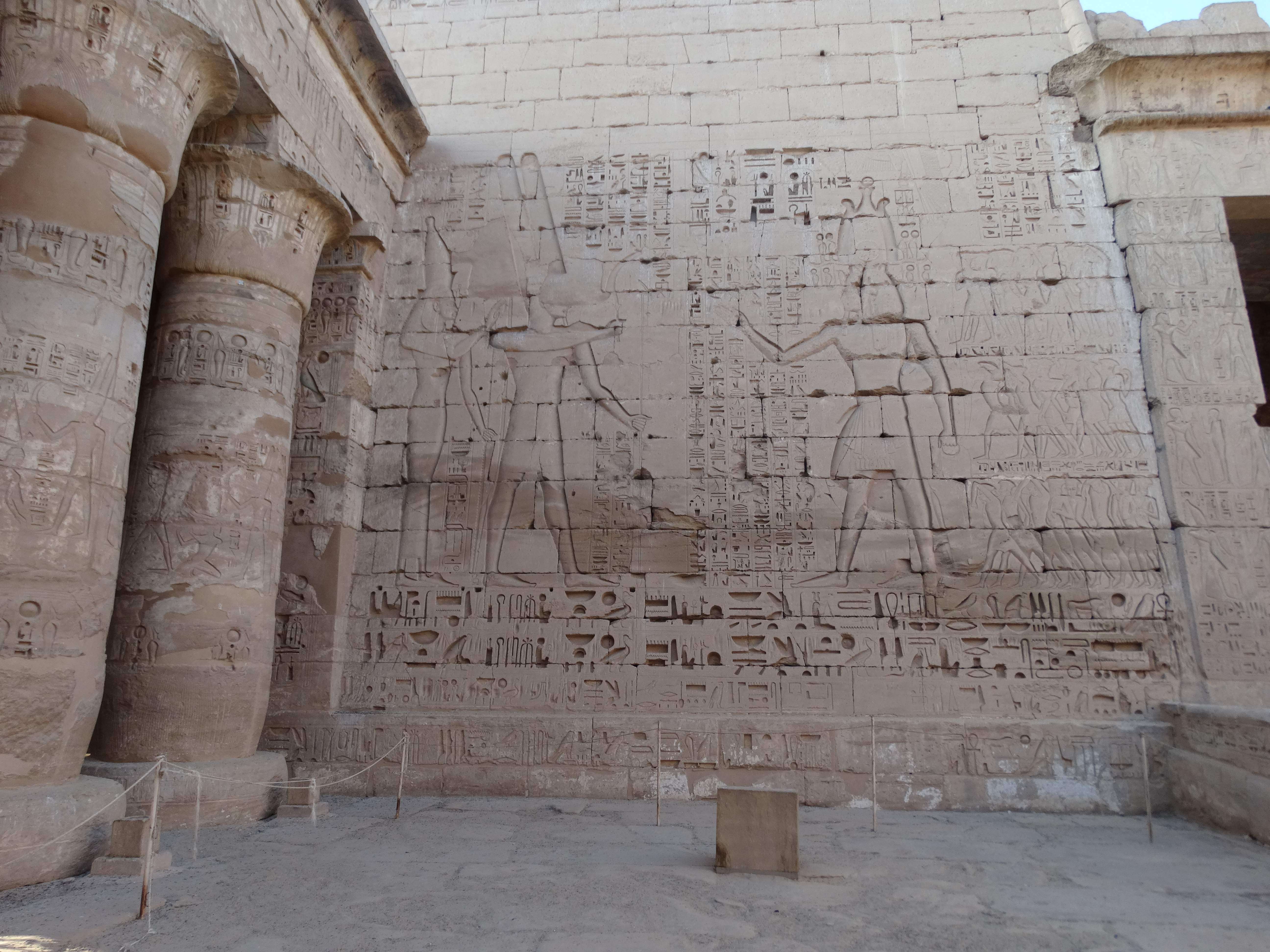